# Професійний відбір
Професі́йний відбі́р (профвідбір) — процедура оцінки професійної придатності людини, вивчення її можливостей до оволодіння певною спеціальністю, досягнення необхідного рівня майстерності та ефективного виконання професійних обов'язків.

## Складові
У професійному відборі виділяють такі складові: 
- медичний,
- фізіологічний,
- психологічний та, в деяких випадках,
- педагогічний.
 3а змістом та критеріями професійний відбір є соціально-економічним заходом, а за методами — медико-біологічним та психологічним.

## Етапи
Основні етапи психологічного професійного відбору:
- пошук та первинна обробка діагностичної інформації;
- прогнозування здатності людини до певного виду професійної діяльності та оцінка наявного рівня професійної придатності;
- перевірка прогнозування на основі даних про фактичну ефективність професійної діяльності відібраних осіб.

Система психологічного професійного відбору має комплекс спеціальних діагностичних методик, технічних засобів та стандартизованих процедур. Використовуються прийоми узагальнення, інтерпретації отриманої діагностичної інформації та створення прогнозів успішної діяльності.
Умовами, що визначають практичне значення психологічного професійного відбору, є доведення його соціально-економічної доцільності, наявність аргументованої та апробованої системи відбору досвідченими спеціалістами-діагностами.